# Thecshon
Thecshon (hangul: 태천군, Thecshon-kun, handzsa: 泰川郡, RR: T'aech'ŏn-kun, ’nagy folyó’) megye Észak-Koreában, Észak-Phjongan (P'yŏngan) tartományban.
A megye területe a három királyság idején Kogurjó (Goguryeó)hoz tartozott, ekkortájt a területen egy Kvanghva-hjon (광화현; 光化縣, Kwanghwa-hyŏn) nevű település volt. 970-ben a Thedzsu (태주; 泰州, T'aeju) nevet kapta, megyei rangját és mai nevét 1413-ban nyerte el. 1473-ban települési (hjon (hyŏn)) rangra fokozták le, 1895-ben azonban ismét megye lett. 1918-ban falunak (mjon (myŏn)) sorolták be, 1939-ben pedig átnevezték, ekkor a Szoszong-mjon (서성면; 西城面, Sŏsŏng-myŏn) nevet kapta. 1952-ben visszanyerte ma is ismert nevét, és megyei rangot kapott.

## Földrajza
Északról Tongcshang (Tongch'ang) megye, északnyugatról Tegvan (Taegwan) megye, nyugatról Kuszong (Kusŏng) város, délnyugatról Csongdzsu (Chŏngju) város, délről Undzson (Unjŏn) és Pakcshon (Pakch'ŏn) megyék, keletről pedig Njongbjon (Nyŏngbyŏn) és Unszan (Unsan) megyék határolják. Legmagasabb pontja az 936 méter magas Szamgakszan (삼각산; 三角山, Samgaksan).

## Közigazgatása
1 községből (up (ŭp)), 21 faluból (ri (ri)) és 1 munkásnegyedből (rodongdzsagu (rodongjagu)) áll:
| - Thecshon-up (태천읍; 泰川邑, T'aech'ŏn-ŭp) - Tokhva-ri (덕화리; 德化里, Tŏkhwa-ri) - Tokhung-ri (덕흥리; 德興里, Tŏkhŭng-ri) - Reha-ri (래하리; 來賀里, Raeha-ri) - Rjongszang-ri (룡상리; 龍祥里, Ryongsang-ri) - Rjonghung-ri (룡흥리; 龍興里, Ryonghŭng-ri) - Rimcshon-ri (림천리; 林泉里, Rimch'ŏn-ri) - Mahjon-ri (마현리; 馬峴里, Mahyŏn-ri) - Szangdan-ri (상단리; 上丹里, Sangdan-ri) - Szongvon-ri (송원리; 松院里, Songwŏn-ri) - Szongthe-ri (송태리; 松泰里, Songt'ae-ri) - Singvang-ri (신광리; 新光里, Singwang-ri) | - Sinbong-ri (신봉리; 新峯里, Sinbong-ri) - Anhung-ri (안흥리; 安興里, Anhŭng-ri) - Ulljong-ri (운룡리; 雲龍里, Unryong-ri) - Unhung-ri (은흥리; 銀興里, Ŭnhŭng-ri) - Csinnam-ri (진남리; 鎭南里, Chinnam-ri) - Cshongje-ri (천계리; 天溪里, Ch'ŏn'gye-ri) - Cshühung-ri (취흥리; 醉興里, Ch'wihŭng-ri) - Haktang-ri (학당리; 鶴塘里, Haktang-ri) - Hakpong-ri (학봉리; 鶴峯里, Hakpong-ri) - Hvanhjon-ri (환현리; 還峴里, Hwanhyŏn-ri) - Paldzson-rodongdzsagu (발전로동자구; 發電勞動者區, Paljŏn-rodongjagu) |

## Gazdaság
Thecshon (T'aech'ŏn) megye gazdasága földművelésre, bányászatra és villamosenergia-termelésre épül. Az 1980-as években épült itt egy erőmű, amely a megyét Észak-Korea egyik legfontosabb villamosenergia-termelőjévé emelte.

## Oktatás
Thecshon (T'aech'ŏn) megye egy mezőgazdasági főiskolának és ismeretlen számú általános, illetve középiskolának ad otthont.

## Egészségügy
A megye ismeretlen számú egészségügyi intézménnyel rendelkezik, köztük saját kórházzal.

## Közlekedés
A megye közutakon Idzsu (Ŭiju), Kudzsang (Kujang), és a szomszédos megyék felől közelíthető meg. A megye vasúti kapcsolattal rendelkezik, a Kuszong (Kusŏng) vasútvonal része.